# Bragny-sur-Saône
 Bragny-sur-Saône  es una población y comuna francesa, en la región de Borgoña, departamento de Saona y Loira, en el distrito de Chalon-sur-Saône y cantón de Verdun-sur-le-Doubs.

## Demografía
| 436 | 452 | 422 | 447 | 467 | 464 |
| Para los censos de 1962 a 1999 la población legal corresponde a la población sin duplicidades (Fuente: INSEE [Consultar]) |     |     |     |     |     |